# Григорій XV
Григо́рій XV (лат. Gregorius PP. XV, Алесандро Людовізі, італ. Alessandro Ludovisi); 9 січня 1554 — 8 липня 1623) — 234 папа римський. Понтифікат з 9 лютого 1621 по 8 липня 1623 року.

## Походження
Алесандро Людовізі був сином графа Помпео Людовізі. Здобуває вищу освіту в Римі (філософія) та навчається теології у єзуїтів. У 1571 році почав вивчати юриспруденцію в Болоньї де і захистив докторську роботу в 1575 році.

## Клерикальна кар'єра
Священицький сан отримав з рук Григорія XIII, який теж походив з Болоньї. У 1612 році стає архієпископом у Болоньї. Папа Павло V назначає його кардиналом.

## Понтифікат
9 лютого 1621 року Конклав вибирає його новим папою. Вже 15 лютого 1621 року призначає свого племінника Людовіко Людовізі кардиналом. Потурбувався про герцога Максиміліана I Баварського, щоб той отримав звання курфюрста. За це Ватиканська бібліотека отримала всю бібліотеку університету Гайдельберґа (Bibliotheca Palatina).
Своїми двома буллами від 15 листопада 1621 та 12 березня 1622 року засновує процедуру таємного голосування при засіданні конклаву.
12 березня 1622 року проголошує святими (канонізує) Ігнатія Лойолу, Франциска Ксав'єра — засновників Ордену єзуїтів, а також Філіпо Нері та Ісидора Севільського.
22 липня 1622 року своєю буллою організовує Конгрегацію пропаганди віри (лат. Sacra Congregatio de Propaganda Fide), якій підпорядковувалися всі місії. Призначає у Франції кардиналом Рішельє Арман Жан дю Плессі — творця французького абсолютизму.
Помер 8 липня 1623 року в Квіринальському палаці. Похований у церкві Сант Іньяціо.